# 佐藤ひろ美 (AV女優)
佐藤 ひろ美（さとう ひろみ、1987年1月11日 - ）は、日本の元AV女優。

## 人物・来歴
- 身長166cm。
- スリーサイズ：B92（Eカップ） W60  H88。
- 趣味:映画鑑賞。

## 略歴
- 2005年11月にTMAよりデビュー。
- 2007年引退。

## 作品

### アダルトビデオ
- Debut（2005年11月25日、TMA）
- 痴漢バス女子校生（2005年12月22日、TMA）
- 見習いナース（2006年1月20日、TMA）
- メガネっ娘優等生（2006年2月10日、TMA）
- 女教師輪姦（2006年3月10日、TMA）
- はじめての自主規制（2006年6月23日、I.B.WORKS）
- NON STOP 佐藤ひろ美 4時間（2006年7月14日、TMA）
- 挿入王（2006年7月28日、I.B.WORKS）
- Tokyo Private Mode 008（2006年8月25日、I.B.WORKS）
- kawaii* hiromi01（2007年3月25日、kawaii*）
- kawaii* hiromi02（2007年4月25日、kawaii*）
- 佐藤ひろ美 薄モザ 4時間（2007年5月4日、TMA）
- kawaii* hiromi03（2007年5月25日、kawaii*）
- 佐藤ひろ美 FAVORITE COLLECTION（2007年6月8日、I.B.works）
- ひろ美の14400秒あげる（2007年6月25日 kawaii*）
- 7つのコスチュームでセックchu♥（2007年7月25日、kawaii*）
- 乳もみインタビュー 4時間（2007年8月10日、TMA）他多数出演
- ランラン♪乱交（2007年8月25日、kawaii*）
- THE 流出！ 佐藤ひろ美、禁断のデビュー前映像!!（2008年12月1日、ワンズファクトリー）
- 佐藤ひろ美8時間スペシャル（2009年3月25日、kawaii*）
- DIGITAL REMOSAIC Debut 佐藤ひろ美（2009年4月10日、TMA）
- THE BEST OF 黒タイツ（2009年5月1日、NIRVANA）他出演:ほしのみゆ、香坂百合、金城アンナ、紅音ほたる（秋月杏奈）、辻あずき、麻生岬、立花里子
- TMA女子社員Bible 2枚組8時間（2009年5月1日 TMA）他出演多数
- kawaii*美少女31人!日替わりセックchu◆4時間（2009年6月25日、kawaii*）他出演多数